# Neozephlebia
Neozephlebia is een geslacht van haften (Ephemeroptera) uit de familie Leptophlebiidae.

## Soorten
Het geslacht Neozephlebia omvat de volgende soorten:
- Neozephlebia scita